# Матер (Пенсільванія)
Матер (англ. Mather) — переписна місцевість (CDP) в США, в окрузі Грін штату Пенсільванія. Населення — 659 осіб (2020).

## Географія
Матер розташований за координатами 39°56′8″ пн. ш. 80°4′28″ зх. д. / 39.93556° пн. ш. 80.07444° зх. д. (39.935584, -80.074474).  За даними Бюро перепису населення США в 2010 році переписна місцевість мала площу 2,28 км², з яких 2,28 км² — суходіл та 0,01 км² — водойми.

## Демографія
Згідно з переписом 2010 року, у переписній місцевості мешкало 737 осіб у 288 домогосподарствах у складі 199 родин. Густота населення становила 323 особи/км².  Було 312 помешкання (137/км²).
Расовий склад населення:
| - 97,4 % — білих - 1,1 % — чорних або афроамериканців - 0,4 % — корінних американців |

До двох чи більше рас належало 1,1 %. Частка іспаномовних становила 1,5 % від усіх жителів.
За віковим діапазоном населення розподілялося таким чином: 23,1 % — особи молодші 18 років, 61,0 % — особи у віці 18—64 років, 15,9 % — особи у віці 65 років та старші. Медіана віку мешканця становила 41,0 року. На 100 осіб жіночої статі у переписній місцевості припадало 104,7 чоловіків;  на 100 жінок у віці від 18 років та старших — 94,2 чоловіків також старших 18 років.
Середній дохід на одне домашнє господарство  становив 43 047 доларів США (медіана — 32 031), а середній дохід на одну сім'ю — 52 973 долари (медіана — 41 397). Медіана доходів становила 61 875 доларів для чоловіків та 37 750 доларів для жінок. За межею бідності перебувало 15,8 % осіб, у тому числі 15,8 % дітей у віці до 18 років та 9,6 % осіб у віці 65 років та старших.
Цивільне працевлаштоване населення становило 208 осіб. Основні галузі зайнятості: освіта, охорона здоров'я та соціальна допомога — 32,2 %, транспорт — 13,5 %, науковці, спеціалісти, менеджери — 10,1 %, мистецтво, розваги та відпочинок — 9,6 %.